# Pieter de Keyser

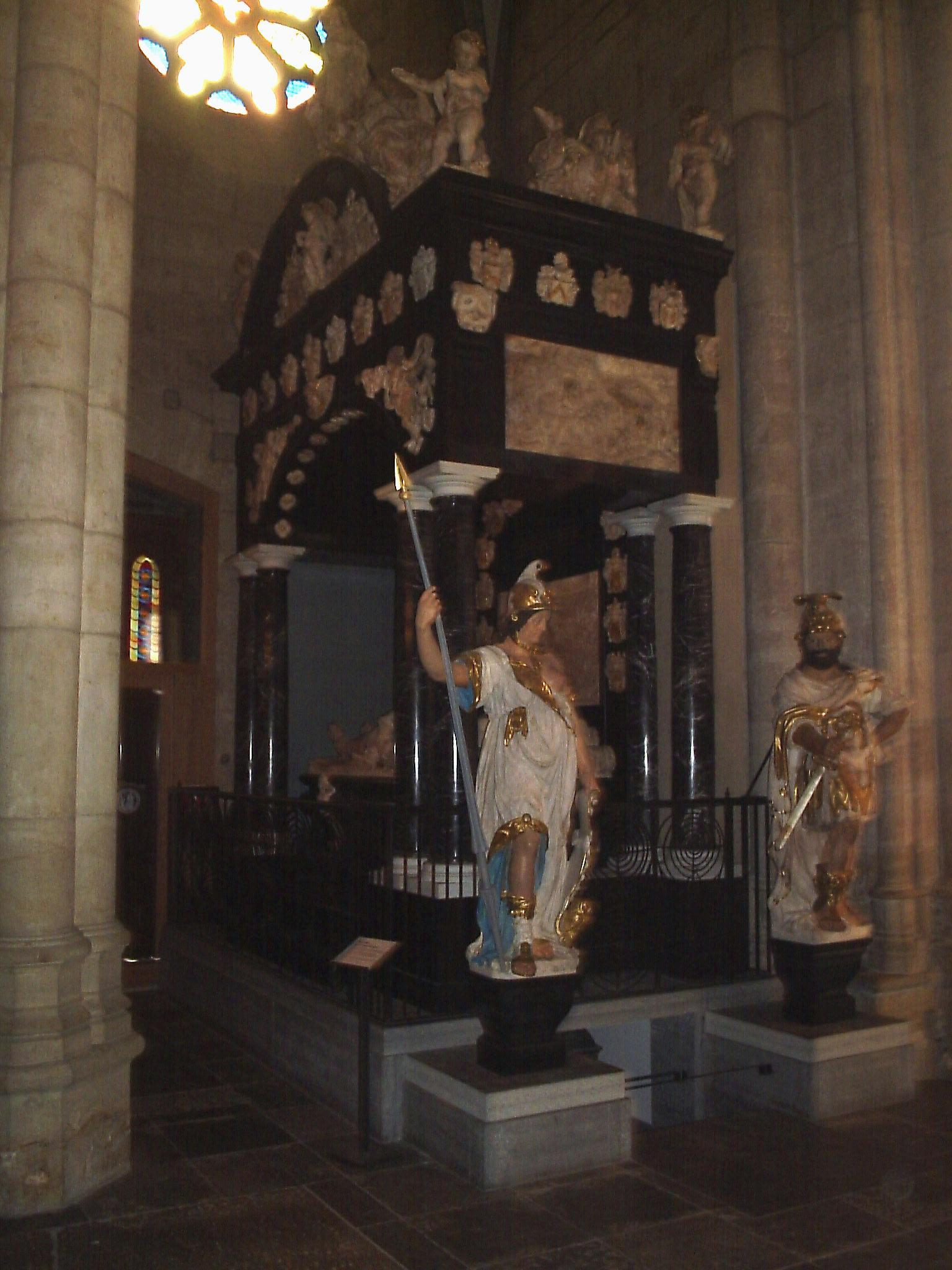
Gravmonumentet i Skara domkyrka

Pieter de Keyser, född 1595, död 1676 i Amsterdam, var en nederländsk bildhuggare och arkitekt. Hans far var arkitekten Hendrick de Keyser.
Han var sin fars efterträdare som staden Amsterdams arkitekt och är mest känd genom två gravmonument: det nu förstörda över greve Vilhelm Ludvig av Nassau i Leeuwarden samt det i Skara domkyrka 1637 uppställda över Erik Soop och hans maka.